# 타이거 마호빈

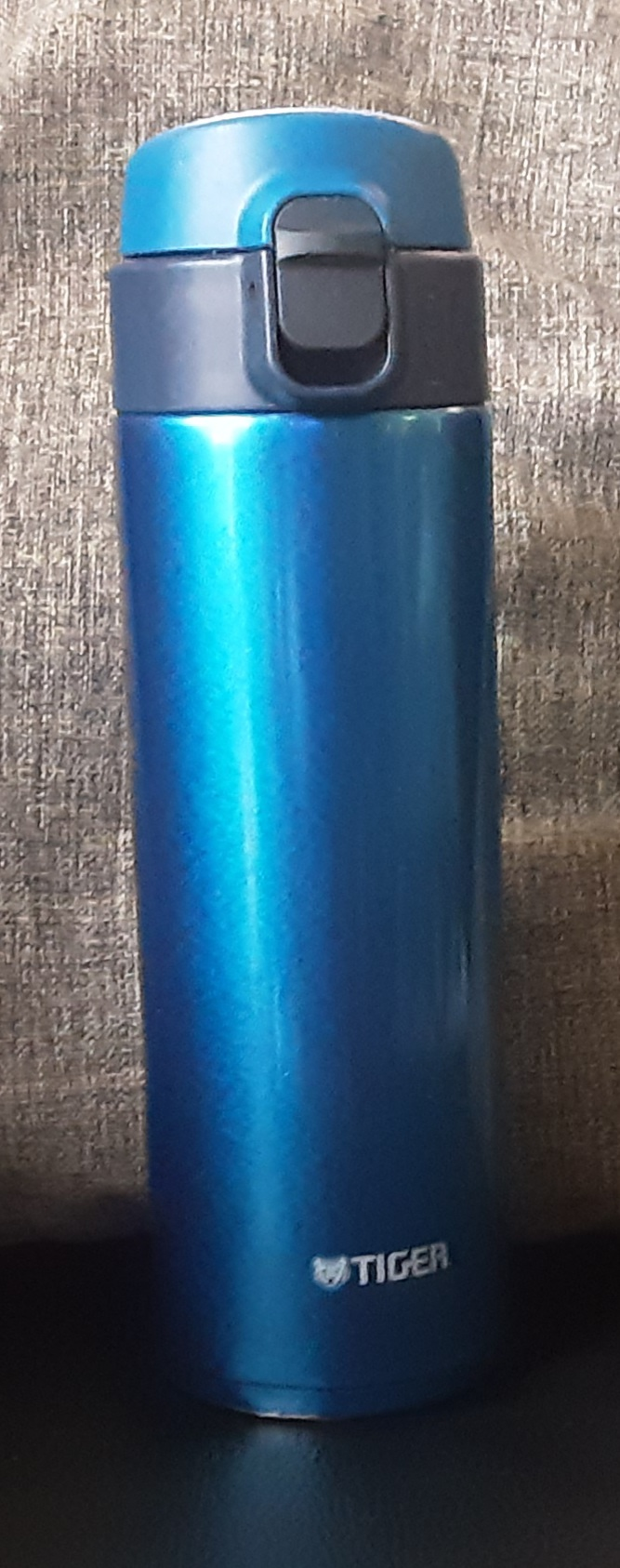
타이거의 스테인리스강으로 만든 병

타이거 마호빈 주식회사(일본어: タイガー魔法瓶株式会社, Tiger Corporation, 로마자 표기: Taigā Mahōbin Kabushiki Gaisha)는 가전제품에 진공 단열 및 열 제어 기술을 적용하는 일본의 제조업체이다. 본사는 일본 오사카부 가도마시에 위치해 있다. 가정용 및 상업용 진공단열용기, 스테인리스병 등의 가전제품과 밥솥 등의 조리기기를 제조, 판매하는 회사이다. 또한 전 세계 60개국에서 자동차, 가정, 에어컨, 우주, 의료 등에 사용되는 산업용 부품과 제품을 생산하고 있다.
2018년 타이거 마호빈은 일본 우주항공연구개발기구(JAXA)와 협력하여 소형 수집 캡슐인 "이중 진공 단열 용기"를 공동 개발했다. 국제우주정거장(ISS)의 실험 샘플을 손상시키지 않고 지구 대기권에 성공적으로 재진입해 우주에서 샘플을 채취하기 위한 새로운 계획을 열었다.